# Nikołaj Kriukow (aktor)
Nikołaj Nikołajewicz Kriukow (ros. Никола́й Никола́евич Крю́ков; ur. 1915, zm. 1993) – radziecki aktor filmowy i teatralny. Pochowany na Cmentarzu Serafimowskim w Petersburgu.

## Wybrana filmografia
- 1953: Okręty szturmują bastiony
- 1960: Łagodna
- 1966: Po kruchym lodzie
- 1967: Mgławica Andromedy jako Erg Noor
- 1980: Przygody Sherlocka Holmesa i doktora Watsona: Śmiertelne starcie jako Colonel Sebastian Moran
- 1980: Przygody Sherlocka Holmesa i doktora Watsona: Polowanie na tygrysa jako Colonel Sebastian Moran
- 1982: Wyspa skarbów